# Plocoglottis
Plocoglottis é um género botânico pertencente à família das orquídeas (Orchidaceae).